# Tritonia deusta
Tritonia deusta är en irisväxtart som först beskrevs av William Aiton, och fick sitt nu gällande namn av Ker Gawl. Tritonia deusta ingår i släktet Tritonia och familjen irisväxter.

## Underarter
Arten delas in i följande underarter:
- T. d. deusta
- T. d. miniata